# Yucca neomexicana
Yucca neomexicana är en sparrisväxtart som beskrevs av Elmer Ottis Wooton och Paul Carpenter Standley. Yucca neomexicana ingår i släktet palmliljor, och familjen sparrisväxter. Inga underarter finns listade i Catalogue of Life.